# Belgiske hærs slagorden (1914)
Dette er slagordenen for den belgiske hær ved udbruddet af 1. Verdenskrig i august 1914.

## Baggrund
Den belgiske regering havde givet tilladelse til en større reorganisering af hæren i 1912, som skulle give den en samlet styrke på 350.000 mand - 150.000 i feltenheder, 130.000 i fæstningsgarnisoner og 70.000 i reserve og hjælpeenheder. Men denne reorganisering var langt fra afsluttet - den var planlagt til at være afsluttet i 1926 – og kun 117.000 mand kunne mobiliseres til felthæren og de øvrige dele af hæren var tilsvarende underbemandede.

## Hæren
Hærens øverstkommanderende var Kong Albert 1. med generalløjtnant Chevalier de Selliers de Moranville som generalstabschef.
- ´1. division under generalløjtnant Baix) – omkring Ghent.
- ´2. division under generalløjtnant Dossin) – omkring Ghent.
- ´3. division under generalløjtnant Leman)  – omkring Liège.
- ´4. division under generalløjtnant Michel)  – omkring Namur og Charleroi.
- ´5. division under generalløjtnant Ruwet) – omkring Mons.
- ´6. division under generalløjtnant Latonnois van Rode) – omkring Bruxelles.
- ´Kavaleridivision under generalløjtnant de Witte)  – omkring Bruxelles.

Hertil kom garnisoner i Antwerpen, Liège og Namur som hver især var underlagt den lokale divisionskommandant.

## Enheds styrke
Hver division bestod af tre blandede brigader (med to infanteriregimenter og et artilleriregiment), et kavaleriregiment og et artilleriregiment foruden forskellige støtteenheder. Hvert infanteriregiment bestod af tre bataljoner, hvoraf et regiment i hver brigade havde et maskingeværkompagni med seks maskingeværer. Et artilleriregiment havde tre batterier med hver fire kanoner. 
Den nominelle styrke af en division svingede fra 25.500 til 32.000 mand, med en total styrke på 18 infanteribataljoner, et kavaleriregiment, atten maskingeværer og 48 kanoner. To divisioner (2. og 6.) havde hver et ekstra artilleriregiment med i alt 60 kanoner.
Kavaleridivisionen havde to brigade med to regimenter hver, tre batterier hestartilleri og en cykel-bataljon foruden støtteenheder. Den havde en samlet styrke på 4.500 mand med 12 kanoner, og var i praksis ikke meget mere end en forstærket brigade.